# Hoa hậu Hoàn vũ 1997
Hoa hậu Hoàn vũ 1997 là cuộc thi Hoa hậu Hoàn vũ lần thứ 46 được tổ chức tại thành phố Miami, Florida, Hoa Kỳ vào ngày 16 tháng 5 năm 1997. Có tổng cộng 74 thí sinh tham dự cuộc thi với vương miện thuộc về người đẹp nước chủ nhà Brook Lee. Đây là phiên bản đầu tiên của Hoa hậu Hoàn vũ dưới sự điều hành của chủ mới là ông Donald Trump.

## Kết quả

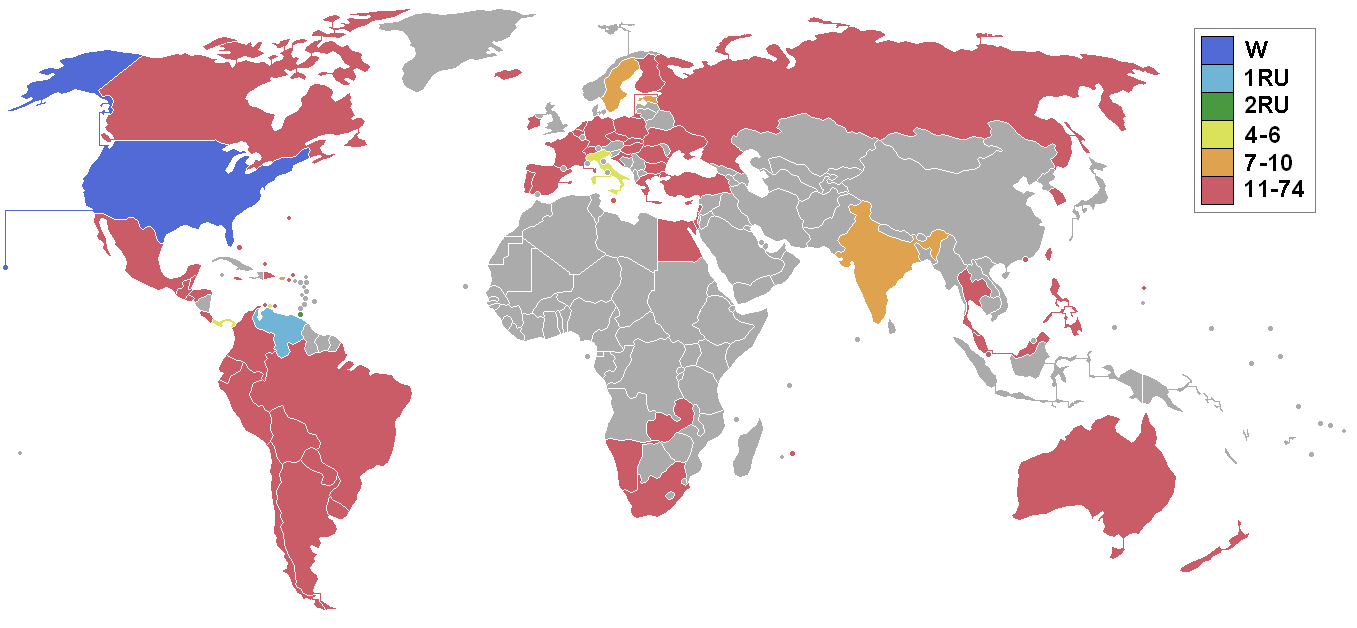
Các quốc gia và lãnh thổ tham gia Hoa hậu Hoàn vũ 1997 và kết quả.

### Thứ hạng
| Kết quả              | Thí sinh |
| -------------------- | --- |
| Hoa hậu Hoàn vũ 1997 | - Hoa Kỳ – Brook Lee |
| Á hậu 1              | - Venezuela – Marena Bencomo                                                                                            |
| Á hậu 2              | - Trinidad và Tobago – Margot Bourgeois                                                                                 |
| Top 6                | - Curaçao – Verna Vasquez - Ý – Denny Méndez - Panama – Lía Victoria Borrero                                            |
| Top 10               | - Estonia – Kristiina Heinmets - Ấn Độ – Nafisa Joseph - Puerto Rico – Ana Rosa Brito - Thụy Điển – Victoria Lagerström |

### Thứ tự gọi tên
| 1. Ấn Độ 2. Venezuela 3. Puerto Rico 4. Trinidad và Tobago 5. Hoa Kỳ 6. Ý 7. Thụy Điển 8. Curaçao 9. Panama 10. Estonia | 1. Ý 2. Panama 3. Curaçao 4. Venezuela 5. Trinidad và Tobago 6. Hoa Kỳ | 1. Venezuela 2. Hoa Kỳ 3. Trinidad và Tobago |

## Các giải thưởng đặc biệt
| Giải thưởng                 | Thí sinh                        |
| --------------------------- | ------------------------------- |
| Hoa hậu Thân thiện          | - Úc – Laura Csortan            |
| Hoa hậu Ảnh                 | - Philippines – Abbygale Arenas |
| Trang phục dân tộc đẹp nhất | - Colombia – Claudia Vásquez    |
| Mặc áo tắm Jantzen đẹp nhất | - Curaçao – Verna Vasquez       |

## Hội đồng giám khảo
- Cristina Saralegui - Người dẫn chương trình trò chuyện người Cuba
- Tommy Ford - Diễn viên người Mỹ gốc Phi
- Eva Herzigova - Người mẫu kiêm diễn viên người Cộng hòa Séc
- Pat O'Brien - Bình luận viên
- Monique Pillard - Nhà tạo mẫu
- James E. Billie - Cựu giám đốc Seminole
- Ingrid Seynhaeve - Người mẫu Bỉ
- Mike Love - Ca sĩ/nhạc sĩ người Mỹ
- Carolina Herrera - Nhà tạo mẫu

### Chung kết
| \| Quốc gia/Vùng lãnh thổ \| Phỏng vấn \| Áo tắm \| Dạ hội \| Trung bình \| Ứng xử Top 6 \| \| ---------------------- \| ---------- \| ---------- \| ---------- \| ---------- \| ------------ \| \| Hoa Kỳ \| 9.614 (1) \| 9.500 (3) \| 9.683 (4) \| 9.599 (3) \| 9.881 (1) \| \| Venezuela \| 9.060 (10) \| 9.471 (4) \| 9.729 (3) \| 9.420 (4) \| 9.829 (2) \| \| Trinidad và Tobago \| 9.343 (5) \| 9.271 (6) \| 9.600 (5) \| 9.405 (5) \| 9.643 (3) \| \| Curaçao \| 9.443 (3) \| 9.623 (1) \| 9.799 (1) \| 9.621 (2) \| 9.629 (4) \| \| Ý \| 9.543 (2) \| 9.614 (2) \| 9.764 (2) \| 9.640 (1) \| 9.450 (5) \| \| Panama \| 9.386 (4) \| 9.229 (7) \| 9.443 (7) \| 9.352 (6) \| 9.143 (6) \| \| Estonia \| 9.143 (9) \| 9.357 (5) \| 9.417 (8) \| 9.306 (7) \| \| \| Puerto Rico \| 9.271 (6) \| 9.043 (8) \| 9.471 (6) \| 9.262 (8) \| \| \| Thụy Điển \| 9.229 (7) \| 8.929 (10) \| 9.271 (9) \| 9.143 (9) \| \| \| Ấn Độ \| 9.157 (8) \| 9.043 (8) \| 9.129 (10) \| 9.110 (10) \| \| | Hoa hậu Á hậu 1 Á hậu 2 Top 6 Top 10 (#) Xếp hạng ở mỗi phần thi |            |            |            |              |
| Quốc gia/Vùng lãnh thổ | Phỏng vấn                                                        | Áo tắm     | Dạ hội     | Trung bình | Ứng xử Top 6 |
| Hoa Kỳ | 9.614 (1)                                                        | 9.500 (3)  | 9.683 (4)  | 9.599 (3)  | 9.881 (1)    |
| Venezuela | 9.060 (10)                                                       | 9.471 (4)  | 9.729 (3)  | 9.420 (4)  | 9.829 (2)    |
| Trinidad và Tobago | 9.343 (5)                                                        | 9.271 (6)  | 9.600 (5)  | 9.405 (5)  | 9.643 (3)    |
| Curaçao | 9.443 (3)                                                        | 9.623 (1)  | 9.799 (1)  | 9.621 (2)  | 9.629 (4)    |
| Ý | 9.543 (2)                                                        | 9.614 (2)  | 9.764 (2)  | 9.640 (1)  | 9.450 (5)    |
| Panama | 9.386 (4)                                                        | 9.229 (7)  | 9.443 (7)  | 9.352 (6)  | 9.143 (6)    |
| Estonia | 9.143 (9)                                                        | 9.357 (5)  | 9.417 (8)  | 9.306 (7)  |              |
| Puerto Rico | 9.271 (6)                                                        | 9.043 (8)  | 9.471 (6)  | 9.262 (8)  |              |
| Thụy Điển | 9.229 (7)                                                        | 8.929 (10) | 9.271 (9)  | 9.143 (9)  |              |
| Ấn Độ | 9.157 (8)                                                        | 9.043 (8)  | 9.129 (10) | 9.110 (10) |              |

## Thí sinh tham gia
| - Argentina - Nazarena Almada - Aruba - Karen-Ann Peterson - Úc - Laura Csortan - Bahamas - Nestaea Sealy - Bỉ - Laurence Borremans - Belize - Sharon Dominguez - Bermuda - Naomi Darrell - Bolivia - Helga Bauer - Bonaire - Jhane Landwier - Brazil - Nayla Micherif - Quần đảo Virgin (Anh) - Melinda Penn - Bulgaria - Krassmira Todorova - Canada - Carmen Kempt - Chile - Claudia Delpin - Colombia - Claudia Vásquez - Costa Rica - Gabriela Aguilar - Croatia - Kristina Cherina - Curaçao - Verna Vasquez - Síp - Korina Nikolaou - Cộng hòa Séc - Petra Minářová - Cộng hòa Dominica - Cesarina Mejia - Ecuador - María José López - Ai Cập - Eiman Thakeb - El Salvador - Carmen Carrillo - Estonia - Kristiina Heinmets - Phần Lan - Karita Tuomola - Pháp - Patricia Spehar - Đức - Agathe Neuner - Hy Lạp - Elina Zisi - Guatemala - Carol Aquino - Honduras - Joselina García - Hồng Kông - Lý San San - Hungary - Ildikó Kecan - Iceland - Solveig Guðmundsdóttir - Ấn Độ - Nafisa Joseph - Ireland - Fiona Mullally - Israel - Dikla Hamdy | - Ý - Denny Méndez - Jamaica - Nadine Thomas - Hàn Quốc - Lee Eun-hee - Liban - Dalida Chammai - Malaysia - Trincy Lowe - Malta - Claire Grech - Mauritius - Cindy Cesar - Mexico - Rebeca Tamez - Namibia - Sheya Shipanga - New Zealand - Marina McCartney - Quần đảo Bắc Mariana - Melanie Sibetang - Panama - Lía Borrero - Paraguay - Rosanna Giménez - Perú - Claudia Dopf - Philippines - Abbygale Arenas - Ba Lan - Agnieszka Zielinska - Bồ Đào Nha - Lara Antunes - Puerto Rico - Ana Rosa Brito - Romania - Diana Maria Urdareanu - Nga - Anna Baitchik - Singapore - Tricia Tan - Slovakia - Lucia Povrazníková - Nam Phi - Mbali Gasa - Tây Ban Nha - Inés Sáinz - Thụy Điển - Victoria Lagerström - Thụy Sĩ - Melanie Winiger - Đài Loan - Khâu Khải Đế - Thái Lan - Suangsuda Rodprasert - Trinidad và Tobago - Margot Bourgeois - Thổ Nhĩ Kỳ - Yeşim Çetin - Quần đảo Turks và Caicos - Keisha Delancy - Ukraine - Natalia Nadtochey - Uruguay - Adriana Cano - Hoa Kỳ - Brook Lee - Quần đảo Virgin (Mỹ) - Vania Thomas - Venezuela - Marena Bencomo - Zimbabwe - Lorraine Magwenzi |

## Chú ý

### Lần đầu tham gia
- Croatia

### Trở lại
- Lần cuối tham gia vào năm 1992:
  -  Bermuda
- Lần cuối tham gia vào năm 1995:
  -  Mauritius
  -  Quần đảo Virgin (Mỹ)

### Bỏ cuộc
- Quần đảo Cayman
- Quần đảo Cook
- Đan Mạch
- Ghana
- Anh Quốc – Liz Fuller không thi đấu vì lý do cá nhân
- Indonesia
- Hà Lan
- Na Uy
- Sri Lanka

### Không tham gia
- Nicaragua – Hoa hậu Nicaragua 1996, Luz Maria Sanchez Herdocia không tham dự vì đài truyền hình tài trợ Hoa hậu Nicaragua (Kênh 6) đã tuyên bố phá sản vào tháng Tư, và do đó họ không thể trả phí tham dự.
- Tây Samoa – Maryjane McKibben đã bỏ cuộc thi sau hai ngày

### Thay thế
- Chile – Người chiến thắng Miss Universo Chile 1997, Hetu'u Rapu đến từ Đảo Phục Sinh đã được thay thế bằng Á hậu 1, Claudia Delpín; vì Hetu'u không đủ 18 tuổi để tham gia Hoa hậu Hoàn vũ 1997 trước 17 ngày.
- Đức – Người chiến thắng Miss Deutschland 1997, Nadine Schmidt không tham gia Hoa hậu Hoàn vũ 1997, và cô được thay thế bằng Á hậu 3, Agathe Neuner vì các Á hậu khác không đủ 18 tuổi để tham gia Hoa hậu Hoàn vũ. Tuy nhiên, Schmidt sau đó đã tham gia Hoa hậu Biển Baltic 1997 và giành được vương miện.